# フォルリFC
フォルリ・フットボールクラブ（イタリア語: Forlì Football Club）は、イタリアのフォルリをホームタウンとするサッカークラブ。2017-18シーズンはセリエD・ジローネDに所属している。

## 歴史
クラブは1919年に創設された。最初の1919-20シーズンはテルツァ・カテゴリアに所属した。1946年、初めてセリエBに所属した。1946-47シーズンは40試合10勝11分19敗の勝ち点31で21チーム中19位に終わり、1シーズンでセリエCに降格した。1963-64シーズンはセリエC・ジローネBでリヴォルノに次ぐ2位に入った。1967-68シーズンはセリエD・ジローネDで1位になり、セリエCに昇格した。1976-77シーズンはセリエD・ジローネDでカルピとの接戦を制して1位になり、セリエCに昇格した。1979-80シーズンはセリエC1・ジローネAでヴァレーゼ（勝ち点48）、リミニ（同45）に次ぐ3位（同44）に終わり、セリエB昇格を逃した。このシーズンのチームはクラブの歴史の中でも強く、多くの所属選手が加入前または後にセリエAのクラブに所属した。
1994-95シーズンのコッパ・イタリア・セリエCで準優勝したことにより、1995-96シーズンのコッパ・イタリアに参加した。セリエB所属のフォッジャ、セリエA所属のピアチェンツァに勝利し、1995年10月25日にファビオ・カペッロ監督が率いるACミランと対戦した（0-2で敗退）。一方で、リーグ戦はセリエC2・ジローネBで10位に終わり、1996-97シーズンは同18位でセリエDに降格した。
セリエD降格が決定した2006年、イタリアサッカー連盟によってライセンスを取り消され、クラブ消滅の危機に瀕した。しかし、ヌオーヴォ・フォルリ1919（イタリア語: Nuovo Forlì 1919）として再創設され、2006-07シーズンはテルツァ・カテゴリア・ラヴェンナ・ジローネB（10部）で8位の成績を残した。2007-08シーズンはスポルティング・フォルリのライセンスを取得し、フォルリFCのクラブ名でプロモツィオーネ・エミリア＝ロマーニャ（7部）に所属した。
2011-12シーズンはセリエD・ジローネDで1位になり、レガ・プロ・セコンダに昇格した。2013-14シーズンのレガ・プロ・セコンダ（4部）は、シーズン終了後にレガ・プロ・プリマ（3部）とレガ・プロ・セコンダが統合されてレガ・プロ（3部）になることから、2014-15シーズンのレガ・プロ所属クラブとセリエD所属クラブ（5部から4部に変更）が決定された。フォルリはトレス、デルタ・ポルト・トッレとのプレーオフに勝利し、レガ・プロ所属を決めた。

## タイトル
- セリエC：1回
  - 1942-43 (ジローネH)
- セリエD：3回
  - 1967-68 (ジローネD) , 1976-77 (ジローネD) , 2011-12 (ジローネD)

## 過去の成績
- 2006-07 テルツァ・カテゴリア・ラヴェンナ・ジローネB 8位
- 2007-08 プロモツィオーネ・エミリア＝ロマーニャ・ジローネD 1位
- 2008-09 エッチェッレンツァ・エミリア＝ロマーニャ・ジローネB 4位
- 2009-10 エッチェッレンツァ・エミリア＝ロマーニャ・ジローネB 1位
- 2010-11 セリエD・ジローネF 4位
- 2011-12 セリエD・ジローネD 1位
- 2012-13 レガ・プロ・セコンダ・ジローネA 10位
- 2013-14 レガ・プロ・セコンダ・ジローネA 9位 プレーオフ勝利により昇格
- 2014-15 レガ・プロ・ジローネB 17位 プレーオフ敗退により降格
- 2015-16 セリエD・ジローネD

出典

## 歴代所属選手
- ミケーレ・アンドレオロ 1949-1950
- セバスティアーノ・ロッシ 1982-1984
- ダニエレ・アッリゴーニ 1988-1989
- エマヌエレ・ジャッケリーニ 2004-2005
- マッシモ・ボニーニ 1978-1979